# Lissonota evetriae
Lissonota evetriae är en stekelart som beskrevs av Sievert Allen Rohwer 1920. Lissonota evetriae ingår i släktet Lissonota och familjen brokparasitsteklar. Inga underarter finns listade i Catalogue of Life.